# والتر يوجين باول
والتر يوجين باول (بالإنجليزية: Walter E. Powell)‏ هو سياسي أمريكي، ولد في 25 أبريل 1931 في الولايات المتحدة. حزبياً، نشط في الحزب الجمهوري. انتخب عضو مجلس النواب الأمريكي.